# نادي أميستاد تطوان
 أميستاد تطوان  نادي رياضي مغربي من مدينة تطوان غير موجود حاليا، حيث أنه اندثر بعد استقلال شمال المغرب عن إسبانيا. أسس النادي من طرف بعض الإسبان في المدينة سابقا، وسمي النادي بأميستاد وهي كلمة إسبانية تعني بالعربية الصداقة.